# Grevillea manglesii
Espèce
Grevillea manglesii est une espèce de plantes de la famille des Proteaceae, endémique des alentours de Perth en Australie-Occidentale.

## Description
C'est habituellement un arbuste d'environ 3 mètres de hauteur et 4 mètres de diamètre qui produit des fleurs blanches entre janvier et novembre (du milieu de l'été à la fin du printemps) dans son aire de répartition.

## Taxonomie
L'espèce a été formellement décrite par Robert Graham, sa description publiée dans le New Edinburgh Philosophical Journal en 1839.
Il en existe 3 sous-espèces reconnues:
- G. manglesii subsp. dissectifolia (McGill.) McGill.
- G. manglesii subsp. manglesii (Graham) Planch.
- G. manglesii subsp. ornithopoda (Meisn.) McGill.

## Culture
Cette espèce rustique supporte les zones humides et s'est avéré utile en tant qu'arbuste de débroussaillage. Il aime le plein soleil ou les zones partiellement ombragées et préfère un terrain bien drainé.

## Synonymes
- Anadenia manglesii Graham
- Manglesia glabrata Lindl.
- Grevillea glabrata (Lindl.) Meisn.